# The Last Song (film)
The Last Song er et amerikansk romantisk ungdomsdrama fra 2010, baseret på Nicholas Sparks' roman af samme navn. Filmen blev instrueret af Julie Anne Robinson, som hendes instruktørdebut og er skrevet af Sparks og Jeff Van Wie. I The Last Song medvirker Miley Cyrus, Liam Hemsworth og Greg Kinnear. Filmen følger en tumultarisk teenager, der tilbringer sin sommerferie hos sin far og forelsker sig i løbet af den sommer hun tilbringer hos sin far i det sydlige USA. Filmen er distribueret af Touchstone Pictures.
Sparks var med til at skrive både filmens manuskript og romanen. Sparks færdiggjorde manuskriptet til filmen i januar 2009, før han færdiggjorde romanen og gjorde derved The Last Song til sin første bog med direkte henblik på en filmatisering. Settet, hvilket oprindeligt var North Carolina ligesom i romanen, skiftede til Georgia efter forskellige stater havde kæmpet om produktionslokaliteten i flere måneder. Med optagelser i Tybee Island og nær byen Savannah i Georgia, blev The Last Song den første film, der er blevet optaget på Tybee Island. Indspilningen varede fra 15. juni til 18. august, 2009, med mange optagelser, der foregår på øens strand og anløbsbro. The Last Song skulle oprindeligt være blevet udgivet den 8. januar, 2010 , men blev udskudt til den 31. marts, 2010 .

## Plot
Som 17-årig er Veronica "Ronnie" Miller (Miley Cyrus) blevet en rigtig ballademager, som følge af sine forældres grimme skilsmisse og farens efterfølgende flytning til Georgia. Som et tidligere vidunderbarn på klassisk klaver og oplært af sin far, Steve Miller (Greg Kinnear), afviser Ronnie nu instrumentet og har ikke talt med sin far siden skilsmissen. Juilliard School har været interesseret i Ronnie, siden hun var helt lille, men hun nægter at gå på skolen.
Nu får Steve chancen for at blive genforenet med sin datter, da hendes mor, Kim (Kelly Preston) sender den rebelske teenager og hendes lillebror, Jonah (Bobby Coleman), ned til faren i deres sommerferie. Steve, der er tidligere professor på Juilliard School og koncertpianist, lever nu et stille liv i Tybee Island ved den lille Georgia strandby, hvor han voksede op. Steve arbejder på et mosaikvindue til den lokale kirke, som erstatning til det, kirken mistede i en brand. Ifølge de lokale, var det Steve, der startede branden.
Ved ankomsten er Ronnie ulykkelig, fjendtlig og defensiv mod alt omkring hende, inklusiv den flotte, populære Will Blakelee (Liam Hemsworth). De to støder ind i hinanden under en beachvolleyballkamp, hvor Will kommer til at spilde Ronnies jordbærmilkshake ud over hende. Hun afviser ham med et skuldertræk og hun møder Blaze, en udstødt, som lever hos sin kæreste Marcus. Rundt om et bål, lægger Marcus an på Ronnie og Blaze mistolker situationen og tror, at det er Ronnie, der lægger an på Marcus. Vred over dette, narrer Blaze Ronnie og lægger et armbånd i Ronnies taske. Ronnie forlader derefter butikken og bliver taget for tyveri og arresteret, hvilket minder hende om en lignende oplevelse hun har haft hjemme i New York. Senere finder Ronnie en havskildpadderede på stranden ved siden af sit hus og mens hun prøver at beskytte det, møder hun igen Will, som arbejder som frivillig for det lokale akvarium. Efter at have tilbragt en nat udenfor for at beskytte skildpadderne sammen med Will, opdager hun, at han er en dybere person, end hun først troede og begynder at få følelser for ham.
Da Ronnie forelsker sig i Will, er hun også i stand til forbedre sit forhold til sin far. Som deres forhold forbedres, inviterer Will Ronnie med til sin søsters bryllup. Senere samme dag udklækker skildpaddeæggene. Steve kollapser på stranden med et hosteanfald den aften. Ronnie tager straks med sin far på hospitalet og indser, at han har lidt af kræft siden før hendes besøg (i en tidligere scene, fortalte Steve Ronnie, at han har taget medicin og måske var kommet til at sætte ild til kirken). Hun beslutter at ville tilbringe mere tid sammen med sin far, da han højst sandsynligt ikke vil leve meget længere. Omkring på samme tid kommer Ronnie og Will op og skændes, fordi Will indrømmer, at det var Wills ven Scott, der havde sat ild til kirken, men at han aldrig havde indrømmet det. Da Will skal af sted på college, er der ikke tid til at parret kan blive gode venner igen.
Steve har arbejdet i gennem længere tid, arbejdet på et stykke musik. Efteråret sætter ind og Jonah må vende tilbage til New York for at gå i skole, mens Ronnie bliver tilbage for at tage sig af sin far. Nu hvor tingene i hendes liv går langsommere, prøver hun at indhente de tre år, hun og hendes far har mistet. Hun fortsætter arbejdet på Steves musikstykke (med titlen "Til Ronnie") og færdiggør det, fordi hendes far ikke længere kan (pga. hans svage hænder) spille klaver. Da hun endelig har spillet den sidste node på klaveret, indser hun, at hendes far død.
Ved hans begravelse, rejser hun sig og holder en tale, men forklarer samtidig, at hun aldrig nogensinde vil kunne holde en tale, der virkelig kunne fortælle, hvor fantastisk hendes far var. I stedet spiller hun det stykke musik hendes far startede på, men ikke fik gjort færdigt.
Ved begravelsen, mens Ronnie taler med de andre deltagende, støder hun ind i Will. En forsoning begynder, men de finder ikke officielt sammen igen. I slutningen af filmen fortæller Ronnie Will, at hun vil begynde på Juilliard til det næste semester. Will overrasker bagefter Ronnie ved at afsløre, at han flytter til Columbia for at kunne være sammen med den pige, han elsker.

## Medvirkende
- Miley Cyrus som Veronica "Ronnie" L. Miller, en vred, rebelsk 17-årig (bliver 18 i løbet af sommeren), der bliver tvunget til at tilbringe sommeren hos sin fremmedgjorte far [3].
- Greg Kinnear som Steve Miller,[4] Ronnie og Jonahs far og tidligere professor på Juilliard School og koncertpianist, som flyttede til Georgia efter sin skilsmisse. Gennem sommeren genfinder Steve kontakten til Ronnie gennem deres fælles kærlighed for musik. Med Jonahs hjælp arbejder Steve også på at rekonstruere det centrale vindue i den lokale kirke, et mosaikvindue, som var blevet ødelagt i en brand [5][6].
- Kelly Preston som Kim, Ronnie og Jonahs mor, som bor i New York City med sine børn efter sin skilsmisse [4][6].
- Liam Hemsworth som Will Blakelee [7], en populær og talentfuld beachvolleyspiller. Will stræber efter at komme på et topuniversitet og arbejder som frivillig i Georgia Aquarium. Han er Ronnies kæreste [6]
- Bobby Coleman som Jonah Miller [8][9], Ronnies lillebror, der er blevet sendt ned til sin far sammen med sin storesøster [10].
- Nick Lashaway som Marcus, Blazes stofmisbrugende kæreste, som slår op med hende, fordi han hellere vil have Ronnie, hvilket fører til et slagsmål mellem ham og Will ved Megans bryllup. Han er også leder af en bande af bøller, som narrer penge fra strandfestsgæster ved at lave farlige numre, såsom at jonglere med ild [8].
- Carly Chaikin som Blaze, en rebel[11], som bliver venner med Ronnie, efter hun er blevet sendt til Georgia. Blaze forråder Ronnie, da hun narrer hende til at begå butikstyveri [12].
- Adam Barnett som Teddy, en ung bølle, der hjælper Marcus med at narre penge fra gæster, ved hjælp af sine evner til at jonglere med ting [13].
- Nick Searcy som Tom Blakelee [14], Wills far.
- Melissa Ordway som Ashley, Wills ekskæreste [9].
- Carrie Malabre som Cassie, Ashleys bedsteveninde, som hjælper Ashley med at "bekæmpe" Ronnie [15].
- Rhoda Griffis som læge [9].
- Lance E. Nichols som Pastor Charlie Harris [9][10], den rare, fromme pastor, der tilhører den lokale kirke. Han var Steves første klaverlærer, faderlige figur og bedste ven, mens Steve voksede op [10].
- Hallock Beals som Scott, Wills jaloux bedste ven, som prøver at skabe problemer mellem Will og Ronnie [16][17].
- Stephanie Leigh Schlund som Megan Blakelee,[9] Wills storesøster, som er forlovet og bliver gift i filmen [10].

## Produktion

### Udvikling
The Last Song begyndte, da Disney-executive produceren Jason Reed mødtes med Miley Cyrus for at diskutere hendes fremtidige karriere . På dette tidspunkt var Cyrus hovedsageligt kendt for sin rolle som Miley Stewart i Disney Channels Hannah Montana, en børne-tv-serie, som havde spredt sig til en global kæmpesucces . Da serien lakkede mod enden, håbede Disney, at kunne skabe en rolle til Cyrus, hvori hun kunne bryde ud af sin rolle som fiktive popstjerne og introducere hende for en ældre seerskare . Under sit møde med Reed, udtrykte Cyrus en lyst til at medvirke i en film, lignende A Walk to Remember, en film fra 2002 baseret på en roman af Nicholas Sparks. A Walk to Remember hjalp Mandy Moore, en teenagepopstjerne ligesom Cyrus, med at få en skuespillerkarriere. Disney ringede til Adam Shankman, instruktøren af A Walk to Remember, som gerne ville arbejde sammen om den mulige Cyrus-film sammen med sin søster og Offspring Entertainments kompagnipartner, Jennifer Gibgot. Tish Cyrus, Cyrus' mor og co-manager, blev filmen executive producer. Cyrus' skuespilsbureau, United Talent Agency, kontaktede derefter Sparks, også en UTA-klient, for at høre om han måske havde en roman, der kunne blive filmatiseret med Cyrus i hovedrollen.
På dette tidspunkt var Sparks ved at være færdig med romanen The Lucky One og begyndte at tænke over et plot til sin næste roman. Forfatteren sagde til sig selv, at han "enten kunne lade personerne i romanen være yngre end 20 eller ældre end 50", da han havde skrevet om personer i aldrene imellem. Efter han havde turdet at lade personerne i romanen The Notebook være over 50, hvilken blev en kæmpesucces, havde Sparks allerede overvejet at ville skrive en teenagehistorie, før han havde fået en telefonopringning fra Gibgot, der spurgte på vegne af filmen i august 2008. Sparks ringede tilbage, "Jennifer spurgte, om jeg havde noget liggende? Jeg sagde nej, men sjovt at du spørger..." Sparks vendte tilbage med et forslag til et udkast i slutningen af juli 2008. Da udkastet var blevet godkendt af Cyrus, hendes familie og Offspring Entertainment, færdigjorde Sparks, med hjælp fra co-manuskriptskriveren Jeff Van Wie, manuskriptet før overhovedet at have begyndt på bogen. Sparks forklarede, at et sådant arrangement var nødvendigt for kunne starte optagelserne i sommeren 2009, som Disney havde planlagt, men "der er sket det samme med de film, der er baseret på mine bøger: det er bare omvendt." Sparks og Van Wie færdiggjorde udkastet af manuskriptet i december 2008, det første omskrivningsarbejde senere samme måned og den anden og sidste omskrivning i januar 2009. Begge omskrivninger tog ca. en til to dage og Sparks fandt rettelserne relativt små. Det færdige manuskript var ca. 100 sider langt. The Last Song var ikke det første manuskript Sparks har skrevet, men det var hans første med direkte henblik på en filmatisering. Romanen blev færdig i juni 2009, samme tid som optagelserne til filmen begyndte, og romanen blev udgivet den 8. september, 2009 af Grand Central Publishing. Filmens plot forblev dog hemmeligt, som udviklingen og omskrivningerne skred frem.
Julie Anne Robinson blev hyret som filmens instruktør i maj 2009, og hun var især tiltrukket af den følelsesmæssige del af historien. The Last Song var Robinsons første spillefilm, selvom hun havde en lang fortid indenfor tv og teater. Robinson havde tidligere instrueret afsnit af amerikanske tv-serier Weeds og Grey's Anatomy og havde gjort sig fortjent til en Golden Globe-nomination og en BAFTA-award for sit arbejde på BBC-serien Viva Blackpool.
I en blog fra juni 2009, skriver Cyrus, at hun "altid har været fan af Nicholas Sparks" og at hun bare havde ventet på en rolle, der kunne frigøre hende fra Hannah Montana efter "så lang tid", men ikke havde haft tid til at gøre noget ved det pga. sine tv-shows, musik, turnér og Hannah Montana: The Movie. For at kunne medvirke i The Last Song, indeholdt Cyrus' kontrakt for fjerde sæson af Hannah Montana også en ekstra lang pause.

### Skrivning og titel
På grund af A Walk to Remembers popularitet, lagde Sparks "alle tanker ind i projektet, og prøvede at skrive en fortælling anderledes fra A Walk to Remember, så godt han kunne, men historien skulle stadig indeholde de samme følelser." Sparks' oplevelser som far og som træner for high school-atletikhold hjalp ham også med at skabe plottet, mens karakterne Jonah Miller og Will Blakelee var inspireret af Sparks' sønner Landon og Miles. Sparks syntes, at Ronnie var den sværeste karakter at skrive, fordi han "aldrig har prøvet at være en 17-årig, vred teenagepige". Ronnie blev en sammensat karakter, inspireret af forskellige unge kvinder Sparks har kendt, såsom sine niecer. Cyrus selv, havde kun lidt indvirkning på Ronnie, selvom Cyrus' sangkarriere inspirerede til nogle af de musikalske elementer i historien. Ronnie spiller kun klaver og Cyrus synger kun en lille smule i filmen, men Cyrus bidrager med sange på filmens soundtrack.
Disney gav ikke Sparks begrænsninger på hvilke emner, der skulle indgå i The Last Song, som inkluderer drikkeri, utroskab og uhelbredelig sygdom,  men Sparks sagde, at Disney gerne ville arbejde med ham, fordi "de har læst mine romaner. Mine teenagere… gør ikke slemme ting. Jeg skriver det bare ikke. Jeg skriver ikke om utroskab, jeg skriver ikke om sjofle ting ... Jeg vil bestemt have kærlighedsscener med i min roman, men det foregår altid mellem voksne."  Men Sparks ved godt, at visse elementer i manuskriptet måske er blevet nedtonet af instruktøren eller i klipningslokalet efter han var færdig med manuskriptet. Som det står beskrevet i Writers Guild of America, modtog Sparks fuld kredit for sit arbejde, selvom det er uvidst, hvor meget af hans oprindelige arbejde, der er at se i filmen. For eksempel har Sparks udtalt, at karakteren Marcus, lederen af banden, blev tilpasset til filmen.
Projektet forblev uden navn i flere måneder efter Sparks' første møde med Disney i juli 2008. Sparks skrev i september 2008 i en online chat, at "jeg har en færdig ide, men ingen titel. Det er typisk mig. Titlen kommer til sidst."  Filmen blev refereret til under arbejdstitlen "Untitled Miley Cyrus Project" I marts 2009, kaldte bladet Variety "The Last Song" en "foreløbig" titel.

### Casting
Cyrus valgte navnet "Ronnie" til sin karakter til ære for sin bedstedfar, Ron Cyrus, som døde i 2006. Ikke mange vidste det, men det første navn til karakteren var "Kirby", givet af Sparks, og det blev senere ændret til "Hilary".
Interviews med Sparks afslørede, at han havde svært ved at se Cyrus i rollen, mens plottet blev skrevet.
Ved færddigørelsen af manuskriptet, frygtede Sparks, at Cyrus ikke ville kunne udleve rollen ordenligt: "Den første ting jeg tænkte, da manuskriptet var færdigt, var; wow, jeg håber, hun kan det her. Det er en svær rolle, fordi jeg sender dig gennem hele følelsesregistret og du er kun en 16-årig pige, der har lavet ting på Disney Channel. Kan du klare det her som skuespiller?". Efter at have besøgt settet og set nogle film med Cyrus i, forsvandt Sparks bekymring. For at kunne spille en teenager fra New York arbejdede Cyrus sammen med en dialektvejleder, for at slippe af med sin sydlige accent  og lærte at spille klassisk klaver. Efter hun var færdig med optagelserne, fortalte Cyrus,  at hun var modnet og "havde ændret sig meget" gennem sommeren i Georgia, på samme måde, som det Ronnie oplever i filmen. "Gennem denne film føler jeg, at jeg virkelig viser en del af den forandring, jeg er gået igennem som person selv. Så jeg glæder mig til, at folk skal se den." 
I april 2009 valgte bestyrerne af Disney, Rafi Gavron til rollen som Will Blakelee, men han blev erstattet med den australske skuespiller Liam Hemsworth i maj. Den 18. maj, 2009, var beslutningen om at bruge Greg Kinnear til Steve Miller endelig taget. Kelly Prestons rolle som Kim var den første rolle hun havde taget, siden sin søns, Jett Travolta, død. Efter at have mødt Cal Johnson, filmens stuntkoordinator, fik Adam Barnett rollen som Teddy i maj 2009, pga. hans allerede veludviklede talent til at jonglere.

### Indspilning

#### Flytte til Georgia
The Last Song skulle oprindeligt være blevet optaget i Wrightsville Beach og Wilmington, begge i North Carolina. Selvom de gerne ville indspille on-location, undersøgte filmskaberne også tre andre stater og fandt Georgia, som det næstbedste sted at filme.
Georgias ejendomspriser var højere, men statens tilskyndelse af filmen gjorde, at staten betalte 30% af produktionens omkostninger, såsom benzin, blyanter og lønninger. North Carolinas package betalte 15 % og så bort fra lønninger på over 5,1 mio. kr. Disney var dog stadig interesseret i North Carolina og tilbød at filme der, hvis staten ville halvere prisen på ca. 5,1 mio. kr., som var krævet i Georgia. Embedsmænd fra North Carolina prøvede at gennemføre forslaget, hvilket inkluderede en ufrugtbar ansøgning til staten og Golden LEAF Foundation-legat. De prøvede også at indføre lovgivning, vedrørende statens godtgørelse på 25%, hvilket blev indført den 27. august, 2009. (Webside ikke længere tilgængelig) Disney besluttede at arbejde indenfor de eksisterende tilskyndende love og indvilligede i at filme i North Carolina så længe, at filmrettighederne de havde købt fra Sparks, talte som produktionsomkostninger, og derved spare firmaet yderligere 650.000 kr til 1,16 mio. kr. North Carolinas guvernør Bev Perdue indkaldte til pressekonference den 1. april, 2009 for at annoncere N.C.’s sejr. North Carolinas skatteindsamlere nægtede at inddrage filmrettighederne, hvilket tvang Perdue til at aflyse konferencen i sidste øjeblik.  "Jeg havde glædet mig til at fortælle, hvad der skulle ske og nu ved jeg ikke hvad jeg skal sige," sagde Perdue. "Ingen ved, hvad der skal ske [...] Jeg ved ikke, hvilke tal de har fået fra Georgia, men Georgia vil rigtig gerne have dem, og vi vil rigtig gerne have dem, så på mandag [6. april, 2009], vil der være fire eller fem andre stater, der også gerne vil have dem." Johnny Griffin, direktør for Wilmington Regional Film Commission, forklarer: "Disney laver spillefilm. De laver også tv-serier; de laver uafhængige film for Disney Channel. Ved at tabe et projekt, har vi mistet alle muligheder." Han fortæller også om tabet af jobs og turisme, som filmen kunne have tilvejebragt.
Den 9. april, 2009, efter tre måneders forhandlinger, blev det besluttet at flytte produktionen til Georgia. For at udvælge en bestemt by, blev location-spejdere sendt til staten for at lede efter en ældre, isoleret, ejendom med udsigt til havet, som skulle bruges som familien Millers hus i filmen. Efter yderligere tre måneder og fundet af "Adams Cottage" på den sydlige spids af Tybee Island, blev Tybee og nærliggende lokaliteter rammerne for optagelserne, der begyndte sidst i marts, med intentionen om at maskere området som Wilmington og Wrightsville Beach, North Carolina. Nogle af de lokale islæt viste sig for unikke at skjule. “vi havde svært ved at skjule, at det var Tybee og at Savannah var Savannah," sagde Bass Hampton, filmens lokalitetsdirektør. Filmskaberne overbevidste manuskriptforfatterne om, at ændre filmens setting til Tybee Island, hvilket gjorde dem i stand til at vise vartegn, såsom Tybee Island Light Station og Savannah Historic District. Settingen i Sparks' roman forblev North Carolina. Selvom andre film havde foregået på Tybee Island, var The Last Song den første til faktisk at blive optaget i Tybee. Med byens navn på alt fra politibiler til forretninger, forestillede Georgias embedsmænd sig en længerevarende effekt på økonomien. Som en tilføjelse, blev The Last Song vurderet til at have tilvejebragt 500 sommerjobs til Georgia, 42 mio. kr. til lokale forretninger, og 91 mio. kr. til statsforretninger.

#### Sets
Nelson Coates var produktionsdesigner på The Last Song og ansvarlig for alle visulle aspekter af filmen. Coates, som blev nomineret til en Emmy Award for sit arbejde på Stephen King-tv-miniserien The Stand, ankom 11 uger før indspilningerne startede for at forberede arbejdet. Mens næsten alle optagelserne fandt sted på den ægte Tybee Island-strand eller på rekonstruerede private ejendomme,  overværede Coates overmalingen af anløbsbroen og konstruktionen af strandfesten og kirken.
Location-spejdere havde søgt i Georgia i næsten tre måneder, i jagten på en ældre, isoleret ejendom med udsigt til havet, der skulle bruges som familien Millers hus i filmen, før spejderen Andy Young faldt over "Adams Cottage" i den sydlige ende af Tybee Island. "Det var som at starte ved time 0", sagde Young. "Ofte er det omkring huset. Det kan blive en karakter i sig selv i filmen." Husets ejer, Sam Adams, bød filmholdet velkommen og så det som "en mulighed for at gøre huset udødeligt," hvis det skulle blive ødelagt i stormvejr. Det toetages hus med seks soveværelser var bygget af Adams' oldefar i 1918 og var udelukkende bygget af hårdt fyrretræ med meget få malede facader. Ifølge avisen Savannah Morning Newss reporter Lesley Conn, var "det bygget i den klassiske usammenhængende strandstil [... designet] tillader oceanvinde at smyge rundt om de brede, verandaer der følger huset rundt i hårdt, hjertefyrretræsværelser." 
Settet omkring kirken var bygget i løbet af seks uger på tom plads på hjørnet af 13th Street og Sixth Avenue, nær beboede huse. I den en-værelsesbygning var der plads til ca. 80 mennesker og var vurderet til at være fra 1,3 mio. kr. til 1,8 mio. kr. værd. Special-effects-koordinator Will Purcell udtrykte sagte bekymringer omkring scenen, hvor kirken brænder, fordi der rent faktisk ikke bliver sat ild til kirken. Den tiltænkte trusseleffekt var "optagelser fra alle vinkler. Der skal være sikre omgivelser for skuespillerne." Forskellige teknikker blev brugt til simulere ilden, inklusiv brugen af propanrør til at skyde flammer ud gennem kirkens vinduer. Ved slutningen af indspilningen håbede Cyrus, at kunne få fløjet kirken tilbage til sin families ejendom i Tennessee. Disney indvilligede i at donere bygningen til embedsmænd fra Tybee, med betingelsen at dens forbindelse til The Last Song ikke blev brugt som reklame. Settet blev flyttet til en ny lokalitet og bliver nu brugt som et religiøst neutralt kapel til bryllupper: de forventede renovationer vurderes til at koste 3,1 mio. kr..

#### Indspilningstidsplan
Cyrus' travle skema gjorde, at filmen skulle indspilles over sommeren. Sparks fortalte, "Hun har en efterårsmusiktour også skal hun tilbage for at filme Hannah Montana i foråret. Så det eneste tidspunkt hun havde tid, var i sommeren."
Optagelserne begyndte den 15. juni, 2009 og blev færdig den 18. august, 2009. Der blev ikke indspillet optagelser i weekenderne.
Den første dags optagelser bød på et kys mellem Cyrus og Hemsworth, der står ude i havet. Andre scener, som fandt sted i juni, inklusive strandfesten og volleyballturneringen, blev begge filmet på stranden nær Tybee Island-anløbsbro. Optagelserne på anløbsbroen var færdige på den 23. juni, 2009, efter at have optaget scenen, hvor Kim afleverer Ronnie og Jonah hos Steve. Scenerne af branden i kirken blev optaget den 10. juli, 2009. Optagelserne på Georgia Tech Savannah-campus begyndte den 16. juli. Kinnear var færdig med at filme den 17. juli, 2009. Bryllupsscenerne og vigtige kørescener blev filmet på Wormsloe Historic Site mellem 20. og 23. juli for twelve hours each day. Kørescenerne i Isle of Hope, Georgia fortsatte frem til den 28. juli. Omkring den 30. juli, vendte filmholdet tilbage til Tybee Island for at optage flere strandscener. Chaikins karakter, der narrer Cyrus' til at stjæle et ur, blev filmet den 6. august. Den 10. august skulle Hemsworth skifte olie på en bil og Cyrus shoppede tøj i en fin butik i Savannah, der skulle bruges til filmen. Begravelsen blev filmet fra den 11. august, 2009 til den 13. august, ved kirkesettet på Tybee Island. Den 15. august fandt yderligere kirkebrandsscener sted. En afslutningsfest blev afholdt den 16. juli, 2009, og castet og crewet ankom til Atlanta, Georgia den følgende dag for at bruge de sidste indspilningsdage med at optage i Georgia Aquarium. Efter at have undersøgt området den 17., begyndte optagelserne på offentlige steder ved daggry for at undgå menneskemylderet. Når aquariumet åbnede kl. 10:00, skiftede filmen til baglokaler for videre indspilning.

#### Uægte karetter
På grund af de modstridende personligheder i hovedrolleparret, fandt Sparks det svært at finde en fælles interesse, der kunne få Will og Ronnie til at tilbringe tid sammen. “Det blev nødt til at være i løbet af sommeren, hun [Ronnie] skulle være i en ny by og hvad end der skulle starte i juni, skulle slutte i august. Fordi du vil altid have en konklusion,” sagde Sparks, som en af hans betingelser. Han nævner sommerlejr eller et sommerjob som typiske omdrejningspunkter i bøger, men afviser dem som uoriginale og kedelige. “Så det skal være originalt, det skal være interessant, og på samme tid, nødt til at være universelt, så du får følelsen af, at det kunne ske for enhver.” Sparks valgte til sidst, at Will og Ronnie skulle knytte et bånd pga. en rede for havskildpaddearten uægte karette, velvidende at æggene udklækkedes i august. Udklækningsscenen fandt sted den første uge af august og involverede 26 levende havskildpaddeunger som nyudklækkede unger. Havskildpadder har et medfødt instinkt til at kravle mod havet, så snart de er udklækket, så scenerne af udklækningen skulle tages med nogle skift. Biologen Mike Dodd fra Georgia Department of Natural Resources, der vejledte scenerne, sagde at, de nyudklækkede unger "alle vidste, hvad de skulle gøre: de kravlede ned mod vandet og svømmede af sted." Sparks fortalte til en interviewer, at han mistænkte filmskaberne, at digitalt tilføje flere skildpadder til scenen. På optagelsestidspunkt var uægte karette listet som en truet dyreart. Det miljøvenlige tema var en tilføjet bonus for Tybee Island, som promoverer opmærksomhed overfor miljø og dyr.

### Post-produktion
The Last Song fortsatte som post-produktion, da optagelserne endte den 18. august, 2009. Automatiseret optaget dialog tog over midt i september; Beals og Chaikin siger, at de har optaget en samtale, hhv. den 11. september  og 18. september. Chaikin sagde, at hun havde arbejdet med samtalen i 5½ time. Director's cut blev præsenteret i studiet den 1. oktober, 2009. Motion Picture Association of America efterså filmen og kom med kendelsen "tematisk materiale, lidt voldelig adfærd, sensualitet og et mildt sprog" tre uger senere.

## Underlægningmusik og soundtrack
"When I Look at You", sunget af Miley Cyrus, var oprindeligt fra hendes The Time of Our Lives, der blev udgivet den 31. august, 2009, men kom også med på soundtracket, da den passede godt til filmen. Sangen fungerer også som baggrundmusik på filmens trailer.
Med udgivelsen af sit album Cradlesong den 30. juni, 2009, sagde Rob Thomas til New Yorks Daily News, "Min ven Adam Shankman, som lige har instrueret Mileys film, ringede til mig den anden dag og sagde sådan, 'Du skal skrive en sang til den her film.'... Jeg ville selvfølgelig gerne skrive en sang til hende [Cyrus]." Men det endte med, at Thomas ikke var i stand til at lave musik til The Last Song, begrundelsen var "problemer med tidsplan".
En anden sang på soundtrack var af Casey McPherson, forsanger i bandet Alpha Rev, som skrev kontrakt med Disneys Hollywood Records i august 2008. Bladet Varietys Anthony D'Alessandro skrev, at soundtracks ofte bliver brugt af nye Disney-artister, som "deres plade". "A Different Side of Me" af Allstar Weekend var også på soundtracket. De er en gruppe, der for nylig skrev kontrakt med Hollywood Records efter at have vundet en konkurrence gennem Disney Channel. Soundtrack blev udgivet i USA den 23. marts, 2010.
Selvom de ikke optræder på soundtracket, er Snow Patrols single fra 2006 "Shut Your Eyes" og Feists "I Feel It All" også med i filmen. Soundtracket blev meget populært den uge DVD'en blev udgivet. Soundtracket toppede som #104 på Billboard 200-albumliste.

### Track-liste
| 1.            | "Tyrant"                        | Andrew Brown, Zachary Filkins, Ryan Tedder                                            | OneRepublic        | 5:04  |
| 2.            | "Bring on the Comets"           | Mark Guidry, Mark Palgy, Craig Pfunder                                                | VHS Or Beta        | 4:02  |
| 3.            | "Setting Sun"                   | Finlay Beaton, Stuart Macleod, Joel Quartermain                                       | Eskimo Joe         | 3:49  |
| 4.            | "When I Look at You"            | John Shanks, Hillary Lindsey                                                          | Miley Cyrus        | 4:09  |
| 5.            | "Brooklyn Blurs"                | Alex Wong, Devon Copley                                                               | The Paper Raincoat | 4:15  |
| 6.            | "Can You Tell"                  | Milo Bonacci, Alexandra Lawn, Wesley Miles, John Pike, Mathieu Santos, Rebecca Zeller | Ra Ra Riot         | 2:41  |
| 7.            | "Down the Line"                 | José González                                                                         | José González      | 3:10  |
| 8.            | "Each Coming Night"             | Sam Beam                                                                              | Iron & Wine        | 3:25  |
| 9.            | "I Hope You Find It"            | Jeffrey Steele, Steven Robson                                                         | Miley Cyrus        | 3:55  |
| 10.           | "She Will Be Loved"             | Adam Levine, James Valentine                                                          | Maroon 5           | 4:16  |
| 11.           | "New Morning"                   | Casey McPherson                                                                       | Alpha Rev          | 3:44  |
| 12.           | "Broke Down Hearted Wonderland" | Edwin McCain, Maia Sharp, Pete Riley, Kevin Kinney                                    | Edwin McCain       | 3:02  |
| 13.           | "A Different Side of Me"        | Nathan Darmody, Zachary Porter, Thomas Norris                                         | Allstar Weekend    | 3:08  |
| 14.           | "No Matter What"                | Sydnee Duran, Dave Bassett                                                            | Valora             | 3:22  |
| 15.           | "Heart of Stone"                | Sune Rose Wagner                                                                      | The Raveonettes    | 3:55  |
| 16.           | "Steve's Theme"                 | Aaron Zigman                                                                          | Aaron Zigman       | 3:18  |
| 17.           | "Feel It All"                   | Feist                                                                                 | Feist              | 3:42  |
| Total længde: | Total længde:                   | Total længde:                                                                         | Total længde:      | 59:25 |

### Placeringer
| Charts (2010) | Top position |
| ------------- | ------------ |
| Billboard 200 | 80           |

### Singler
- "When I Look at You" blev udgivet som den førende single fra soundtracket den 16. februar, 2010. Den toppede som #16 på US Hot 100 og #24 på Canadian Hot 100.[86]
- "I Hope You Find It" er et nummer fra albummet. Den blev downloadet mange gange, efter at albummet blev gjort til rådighed til online formål. Den debuterede som #8 på Bubbling Under Hot 100 Singles (Hot 100 – #108)-liste den første uge i april, 2010 og toppede som #5 en uge senere (Hot 100 – #105), før den helt forsvandt fra listen den sidste uge i april, 2010.

## Udgivelse

### Markedsføring
Samtidig med romanens udgivelse den 8. september, begyndte Sparks også på en bogturné, der nåede 13 storbyer og afgav flere intervies. Gennem disse begivenheder, diskuterede han skrivningen af både bogen og manuskriptet.  Cyrus og Walt Disney Studios-bestyrer Dick Cook diskuterede filmen den 11. september, 2009 i det første program af D23 Expo. De første klip fra filmen blev vist online den 11. september, 2009, sammenflettet med musikvideoen til "When I Look at You". Filmens først trailer var integreret i Cyrus' "Wonder World Tour" og havde premiere samme dag som turnéen, aftenen den 14. september, 2009 i Portland, Oregon. Halvvejs gennem hver koncert, blev traileren vist på storskærme rundt omkring scenen. Når traileren var slut, spillede Cyrus på et hvidt klaver og sang "When I Look at You", mens filmklip stadig blev vist på skærmen bag hende. Den 16. november, 2009, var de tre første film stills udgivet på filmens Facebook-side. Den følgende dag havde filmens trailer premiere online. Filmens premiere blev afholdt i Los Angeles den 25. marts, 2010.
Cyrus skulle oprindeligt have deltaget ved filmens premiere i Storbritannien, men den 14. april 2010, var Europa indhyllet i røg fra den islandske vulkan Eyjafjallajökull, som havde tvunget mange fly rundt om i Europa til at blive på jorden. Cyrus kunne derfor ikke deltage i premieren.

### Billetindtægter
The Last Song blev udgivet onsdag den 31. marts, 2010. Filmen gjorde det godt, når man medregner, at premieredagen var en onsdag og indtjente 26,4 mio. kr.  på omkring 3,300 skærme i 2,673 biografer, og toppede derfor tidligere onsdagspremiere.  Den kom ind på fjerdepladsen i weekendens billetindtægter, med 83,7 mio. kr. indtjente penge. I løbet af de fem første dage indtjente den 131,7 mio. kr. Den 15. juli, 2010 havde filmen indtjent 460 mio. kr. verden over.

### Blu-ray og DVD
The Last Song blev udgivet på DVD og Blu-ray den 17. august, 2010, og den 6. september 2010 i Storbritannien. Den blev udgivet i Australien 4. august. Den 4. februar, 2011, havde The Last Song solgte 1,584,502 DVD'er i USA, indtjent 150 mio. kr. Mere end filmens budget på 103 mio. kr.

## Kritisk modtagelse
The Last Song modtog negative anmeldelser fra anmelderne. Websiden Rotten Tomatoes, en side, der samler filmanmeldelser, giver, i gennemsnit, filmen 4/10 point og en vurdering på 19% baseret på 109 anmeldelser. Udvalgte topkritikere gav filmen en rating af 15% baseret på 23 anmeldelse. Den kritiske consensus er blevet opsummeret: "En så skamløst manipulerende film, som kun en Nicholas Sparks-produktion kan være, gør The Last Song intet godt pga. det elendige cast og den overvurderede stjerne, Miley Cyrus."
Metacritic, som laver vurderingen på film, har The Last Song en "generelt ugunstig" score på 33 % baseret på 27 anmeldelser.
Anmelderne var kritiske overfor Sparks' og Van Wies manuskript og traditionelle handling. Mick LaSalle fra avisen San Francisco Chronicle siger, at manuskriptets fejl bl.a. er, at der er flere scener "som ikke giver nogen emotionel mening" og påstår, "Plottets konstruktion er svagt. Begivenhederne flyder fra den ene til den anden." Da man så Cyrus' optræden, anerkendte kritikerne hendes optræden, men var skiftevis kritiske overfor hendes evner som skuespiller. Jay Stone fra The Ottawa Citizen skrev, at Cyrus' portræt en vred Ronnie "består af ynk og snerren [...] Cyrus har ikke stor brede som skuespiller, men hun har nærheden."
Rob Nelson fra Variety skrev, at "Cyrus, ak, endnu ikke har lært at spille skuespil [...] Men hun viser sine gode evner som pianist og giver en god troværdighed gennem hele filmen." A. O. Scott fra avisen The New York Times mener, at selvom "hendes Hannah Montana-karakter har en bestemt en aggressiv charme" i The Last Song, "spiller hun mere, end at udforske sin karakters motiver og følelser.".
Roger Ebert gav filmen 2.5/4 i points. Han hyldede skuespillet og instruktionen, men hånede plottet og Sparks' forfatterskab.
Kinnears optræden blev modtaget meget godt. A. O. Scott skrev, "det er rart, for en gangs skyld, at se Mr. Kinnear spille en helt sympatisk karakter, men hans generthed og nøgternhed er spildt i et projekt, som ikke er interesseret i nogen af delene."  Michael Phillips fra The Chicago Tribune skrev, "Troværdig ærlighed og affektion, når han [Kinnear] ikke tillægger sin sygdom nogen betydning, på samme måde som den tibetanske munk ikke tillægger tsunamien nogen betydning i 2012."
Glen Whipp fra avisen Associated Press skrev, "Kinnear giver filmen en værdighed, den ikke fortjener." Stone advises, "I'd watch out for Liam Hemsworth".
Stephen Witty fra The Star-Ledger kommentere på "den nye stjerne Carly Chaikin spiller "den slemme pige" [...] med en spændende blanding af vildskab og sårbarhed. Halvvejs gennem filmen, begyndte jeg desperat at ønske, at det var Chaikin, der spillede hovedrollen."
Modtagelsen af Coleman var blandet; Jeff Vice fra "Deseret News" kalder ham en "et hammerirriterende irritationsmoment", mens Jon Bream fra Star Tribune skrev, "Det mest bemærkelsesværdige skuespil kom fra Coleman, 12 [... som] får en masser gode replikker og leverer dem med bravour".
Trods den negative anmeldelser fra kritikerne, blev filmen godt modtaget af fans og publikummer med 66% score på Rotten Tomatoes og en vurdering på 7/10 points.

## Awards og nomineringer
| År   | Award                                           | Kategori                         | Modtager                     | Resultat  |
| ---- | ----------------------------------------------- | -------------------------------- | ---------------------------- | --------- |
| 2010 | Teen Choice Awards                              | Choice Movie: Drama              | The Last Song-cast og crew   | Nomineret |
| 2010 | Teen Choice Awards                              | Choice Movie Actress: Drama      | Miley Cyrus                  | Nomineret |
| 2010 | Teen Choice Awards                              | Choice Movie Breakout Star: Male | Liam Hemsworth               | Vandt     |
| 2010 | Teen Choice Awards                              | Choice Movie: Liplock            | Miley Cyrus & Liam Hemsworth | Nomineret |
| 2010 | Teen Choice Awards                              | Choice Movie: Chemistry          | Miley Cyrus & Liam Hemsworth | Nomineret |
| 2010 | Teen Choice Awards                              | Choice Movie: Dance Scene        | Miley Cyrus & Liam Hemsworth | Nomineret |
| 2010 | Teen Choice Awards                              | Choice Movie: Hissy Fit          | Miley Cyrus                  | Vandt     |
| 2010 | Teen Choice Awards                              | Choice Music: Love Song          | When I Look At You           | Vandt     |
| 2010 | Nickelodeon Australian Kids' Choice Awards 2010 | Choice Movie: Fave kiss          | Miley Cyrus & Liam Hemsworth | Vandt     |
| 2010 | J-14 Teen Icon Awards 2010                      | Iconic Movie Actress             | Miley Cyrus                  | Vandt     |
| 2010 | J-14 Teen Icon Awards 2010                      | Iconic Movie                     | The Last Song-cast og crew   | Nomineret |
| 2010 | Razzie Awards                                   | Worst Actress                    | Miley Cyrus                  | Nomineret |
| 2011 | Kid's Choice Awards                             | Favorite Movie Actress           | Miley Cyrus                  | Vandt     |